# Quinn Isaacson
Quinn Lester Isaacson (Downers Grove, 19 febbraio 1999) è un pallavolista statunitense, palleggiatore del Norwid Częstochowa.

## Carriera

### Club
Muove i primi passi nei tornei scolastici dell'Illinois, giocando per la Plainfield North HS. In seguito gioca a livello universitario in NCAA Division I con la Ball State: fa parte dei Cardinals dal 2018 al 2022 e raggiunge il torneo nazionale al suo ultimo anno, inserito nella squadra ideale del torneo e venendo inserito nella prima squadra All-America.
Nella stagione 2022-23 inizia la sua carriera da professionista in Francia, partecipando alla Ligue A con il Saint-Nazaire, con il quale nel corso di due annate conquista uno scudetto. Nel campionato 2024-25 è di scena in Polska Liga Siatkówki, ingaggiato dal Norwid Częstochowa.

### Nazionale
Nel 2022 debutta nella nazionale statunitense vincendo la medaglia di bronzo alla NORCECA Final Six, dove vince la medaglia di bronzo e alla Coppa panamericana. Successivamente si aggiudica l'argento alla Coppa panamericana 2024. 

## Palmarès

### Club
- Campionato francese: 1

2023-24

### Nazionale (competizioni minori)
- NORCECA Final Six 2022
- Coppa panamericana 2022
- Coppa panamericana 2024

### Premi individuali
- 2022 - All-America First Team
- 2022 - NCAA Division I: Los Angeles National All-Tournament Team